# Litsea akoensis
Litsea akoensis är en lagerväxtart som beskrevs av Bunzo Hayata. Litsea akoensis ingår i släktet Litsea och familjen lagerväxter. Utöver nominatformen finns också underarten L. a. sasakii.